# Pallavolo ai Giochi sudamericani - Torneo maschile
Il torneo maschile di pallavolo ai Giochi sudamericani è una competizione pallavolistica per squadre nazionali sudamericane, organizzata con cadenza quadriennale dall'ODESUR, durante i Giochi sudamericani.

## Edizioni
| Edizione      | Edizione          | Podio         | Podio         | Podio         |               |
| Anno          | Organizzatore     | Campione      | Seconda       | Terza         |               |
| ------------- | ----------------- | ------------- | ------------- | ------------- | ------------- |
| 1978 Dettagli | La Paz            | Argentina     | Bolivia       | Paraguay      |               |
| 1982 Dettagli | Rosario           | Argentina     | Brasile       | Perù          |               |
| 1986-2006     | -                 | Non disputata | Non disputata | Non disputata | Non disputata |
| 2010 Dettagli | Medellín          | Argentina     | Venezuela     | Colombia      |               |
| 2014 Dettagli | Santiago del Cile | Argentina     | Cile          | Ecuador       |               |
| 2018 Dettagli | Cochabamba        | Argentina     | Cile          | Venezuela     |               |
| 2022 Dettagli | Asunción          | Cile          | Colombia      | Perù          |               |

## Medagliere
| Pos. | Squadra   | 1º posto | 2º posto | 3º posto | Totale |
| ---- | --------- | -------- | -------- | -------- | ------ |
| 1    | Argentina | 5        | -        | -        | 5      |
| 2    | Cile      | 1        | 2        | -        | 3      |
| 3    | Colombia  | -        | 1        | 1        | 2      |
| 3    | Venezuela | -        | 1        | 1        | 2      |
| 5    | Bolivia   | -        | 1        | -        | 1      |
| 5    | Brasile   | -        | 1        | -        | 1      |
| 7    | Perù      | -        | -        | 2        | 2      |
| 8    | Ecuador   | -        | -        | 1        | 1      |
| 8    | Paraguay  | -        | -        | 1        | 1      |